# Goudoumaria
Goudoumaria est une localité et une commune rurale du Niger, chef-lieu du département de Goudoumaria, région de Diffa.

## Géographie
La localité de Goudoumaria est située à 119 km au nord-ouest de Maïné-Soroa. 
|       | Tesker      |             |
| Gouré | Goudoumaria | Maïné-Soroa |
| Bouné | Nigeria     |             |

## Histoire
La commune rurale de Goudoumaria instaurée en 2002, est issue du canton de Goudoumaria.

## Population
Lors du recensement général de 2012, la population communale est relevée à 100 559 habitants, dont 4 647 habitants pour la localité principale.

## Localités
La commune s'étend sur 263 villages, 170 hameaux, 148 camps et 24 points d'eau sur la totalité du département de Goudoumaria.

## Services et infrastructures
- Centre de Santé Intégré (CSI) à Goudoumaria, Boutti, Djadjiri Canada, Karagou Mandaram, Kilakam, Kodjiméri, Kouloumfardou, Kousséri Koura, Kri Bitoa Kaday et N'Guel Kounama[5].
- Collège d'enseignement général (CEG) à Goudoumaria.
- Collège d'enseignement technique (CET) à Goudoumaria.
- Centre de formation des métiers (CFM) à Goudoumaria.